# Galera (otok)
Galera je otočić u Jadranskom moru, jugozapadno od otoka Čiova.